# 이토 겐타 (축구 선수)
이토 겐타(일본어: 伊藤 元太, 2000년 7월 2일~)는 일본의 축구 선수이다.

## 구단 경력
그는 2019년 J1리그의 비셀 고베에 입단했다. 2022년 J2리그의 더스파구사쓰 군마로 이적했다. 2023년 J3리그의 FC 이마바리로 이적했다. 2024년 J3리그 준우승으로 J2리그로 승격했다.